# Gülsin Onay

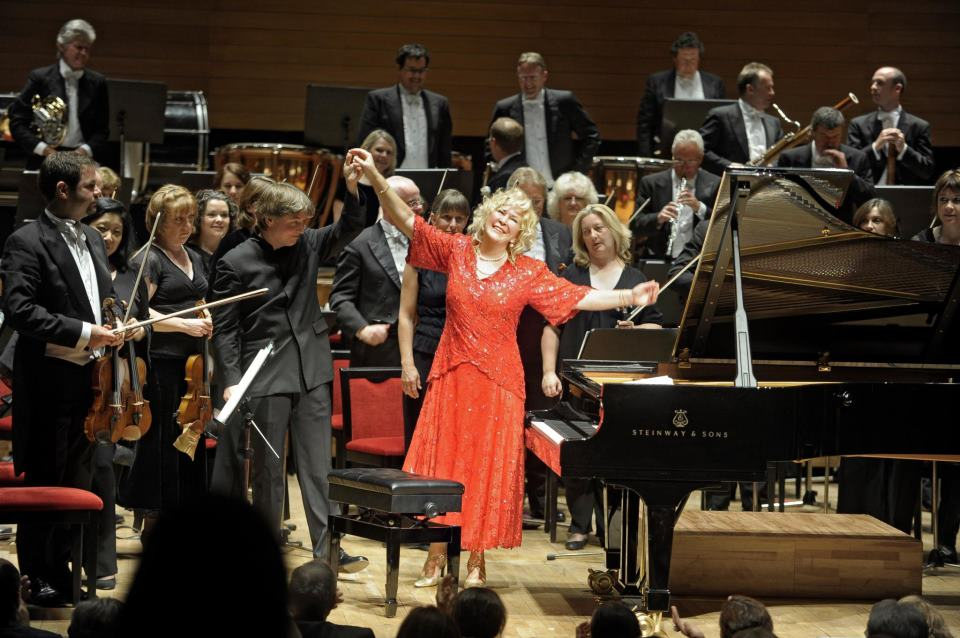
Onay und Esa-Pekka Salonen

Gülsin Onay (* 12. September 1954 in Istanbul) ist eine türkische Pianistin.

## Leben
Gülsin Onay wurde in eine Musikerfamilie geboren und begann das Pianospielen mit drei Jahren. Ihre erste Lehrerin war ihre Mutter. Das erste Konzert gab sie mit sechs Jahren im Rundfunk in Istanbul. Nach ihrem Stipendium in der Türkei nahm sie noch privaten Unterricht, wonach sie dann zur Ausbildung zum Pariser Konservatorium reiste. Mit Auszeichnung beendete Onay die Ausbildung mit 16 Jahren. Sie errang den 1er Prix du Piano. Des Weiteren erhielt sie mehrere Preise bei internationalen Wettbewerben.
Sie hat weltweit in vielen Ländern zahlreiche Konzerte mit Orchestern von Weltrang gegeben und tritt bei internationalen Festivals auf. 1987 wurde sie zur Staatskünstlerin gekürt und erhielt einen Ehrendoktor der Bosporus-Universität in Istanbul.